# Mooreton, North Dakota
Mooreton, North Dakota (енгл. Mooreton) град је у америчкој савезној држави Северна Дакота.

## Демографија
По попису из 2010. године број становника је 197, што је 7 (-3,4%) становника мање него 2000. године.
| Група             | 2000.       | 2010.       |
| Белци             | 199 (97,5%) | 185 (93,9%) |
| Афроамериканци    | 0 (0,0%)    | 0 (0,0%)    |
| Азијати           | 0 (0,0%)    | 1 (0,5%)    |
| Хиспаноамериканци | 1 (0,5%)    | 0 (0,0%)    |
| Укупно            | 204         | 197         |